# داون سيلفا
داون سيلفا (بالإنجليزية: Dawn Silva)‏ هي مغنية أمريكية، ولدت في 1954.

## وصلات خارجية
- داون سيلفا على موقع ميوزك برينز (الإنجليزية)
- داون سيلفا على موقع ديسكوغز (الإنجليزية)